# Live, Raw & Uncut
Live, Raw & Uncut è un album dal vivo del gruppo musicale statunitense Poison, pubblicato il 15 luglio 2008 dalla Koch Records.
Include in formato CD e DVD il concerto registrato all'Hollywood Casino Amphitheatre di Saint Louis, in Missouri il 2 agosto 2007.

## Tracce

### CD
1. Look What the Cat Dragged In
2. I Want Action
3. Ride the Wind
4. I Won't Forget You
5. Guitar Solo/Georgia on My Mind
6. I Hate Every Bone in Your Body but Mine
7. Something to Believe In
8. Drum Solo
9. Unskinny Bop
10. Every Rose Has Its Thorn
11. Fallen Angel
12. Talk Dirty to Me
13. Nothin' but a Good Time

### DVD
1. Look What the Cat Dragged In
2. I Want Action
3. Ride the Wind
4. I Won't Forget You
5. What I Like About You
6. Guitar Solo/Georgia on My Mind
7. I Hate Every Bone in Your Body but Mine
8. Something to Believe In
9. Can't You See
10. Your Mama Don't Dance
11. I Need to Know
12. Drum Solo
13. Unskinny Bop
14. Every Rose Has Its Thorn
15. Fallen Angel
16. Talk Dirty to Me
17. Nothin' but a Good Time

## Formazione
- Bret Michaels – voce, chitarra ritmica, armonica a bocca
- C.C. DeVille – chitarra solista, cori, voce in I Hate Every Bone in Your Body but Mine
- Bobby Dall – basso, cori
- Rikki Rockett – batteria, cori

Altri musicisti
- Will Doughty – tastiere, cori